# Municipio de Ánimas Trujano
El municipio de Ánimas Trujano es un municipio del estado de Oaxaca.

## Toponimia
El origen del topónimo del municipio proviene del nombre del antiguo barrio del mismo nombre, la historia cuenta que este barrio inicialmente solo se llamaba Ánimas después se le agregó Trujano, ya que en tiempos de la Independencia de México el insurgente Valerio Trujano (perteneciente a las fuerzas de José María Morelos y Pavón) llegó con sus fuerzas a la población y se les dio posada.
Poco tiempo después de marcharse llegó la noticia de que fue asesinado por las tropas de la Corona Española al tratar de rescatar a su hijo que había sido hecho preso, en honor a este heroico combatiente de la guerra de independencia se agregó su apellido Trujano al nombre del municipio.

## Geografía
El municipio de Ánimas Trujano se encuentra ubicado en la zona metropolitana de Oaxaca, cuenta con una extensión territorial de 6.70 km², ubicado en las coordenadas 16°59′N 96°43′O / 16.983, -96.717 colinda al norte con el municipio de San Agustín de las Juntas y el municipio de Santa Cruz Xoxocotlán, al sur con Santa María Coyotepec, al este con San Agustín de las Juntas y Santa María Coyotepec y al oeste con Santa Cruz Xoxocotlán.

## Población
La población registrada en el censo de población y vivienda de 2020 realizada por el INEGI fue de 4564, lo que representa un incremento promedio anual del 2% respecto a los 3759 habitantes del censo anterior.

### Principales asentamientos
| Nombre         | Tipo               | Población (Año 2020) |
| -------------- | ------------------ | -------------------- |
| Ánimas Trujano | Localidad cabecera | 4227                 |
| El Zapotillo   | Asentamiento rural | 282                  |

## Economía
Las principales actividades económicas son el comercio y el turismo.